# راشيل غيبسون
راشيل غيبسون (بالإنجليزية: Rachel Gibson)‏ (1961 في الولايات المتحدة)؛ روائية أمريكية.